# تور إريكسن
تور إريكسن (بالنرويجية البوكمول: Tore Eriksen)‏ هو دبلوماسي واقتصادي نرويجي، ولد في 12 مايو 1947.